# Inés Moisset
Inés Moisset (Córdoba, 24 de junio de 1967) es una arquitecta argentina, conocida por sus trabajos de investigación en teoría e historia de la arquitectura y por la labor de difusión de la disciplina.

## Biografía

### Primeros años
Inés Moisset es la mayor de los seis hijos del matrimonio formado por los arquitectos Noemí Goytia y Daniel Moisset de Espanés. Desde niña estuvo inmersa en las labores de sus padres, por lo que creció entre las diversas universidades en las que sus padres trabajaban o investigaban y los estudios que ambos realizaban. En 1986 inició sus estudios en la Facultad de Arquitectura, Urbanismo y Diseño, en la Universidad Nacional de Córdoba. Desde 1990 formó parte del equipo fundacional del Instituto de Diseño de la Universidad Católica de Córdoba, dirigido por César Naselli.

### Trayectoria en investigación
Tras acabar sus estudios en 1992, se inició como profesora en la asignatura Problemática de la Modernidad en América Latina junto a Marina Waisman. Trabajó en el estudio del Togo Díaz hasta 1994. Ese año entró a formar parte del Centro Marina Waisman para la formación de investigadores en Historia, Teoría y Crítica de la Arquitectura de la FAUD, UNC. En 1997 fue becada por el Ministerio de Educación de Argentina para realizar sus estudios de doctorado en el Dottorato di Ricerca in Composizione Architettonica, Istituto Universitario di Architettura di Venezia (IUAV), Italia, que finalizó en el año 2000. 
En 2002 ingresó como Investigadora de la Carrera de Investigador Científico del CONICET, Consejo Nacional de Investigaciones Científicas y Técnicas de Argentina. En 2003 obtuvo el Premio Bernardo Houssay a la Investigación Científica y Tecnológica, que otorga la Secretaría de Ciencia y Tecnología de la Nación, siendo la primera y única arquitecta en recibir este reconocimiento hasta hoy.
Desde 2005 está a cargo de la Maestría en Diseño de Procesos Innovativos de la Facultad de Arquitectura de la Universidad Católica de Córdoba.  Ha dictado conferencias y seminarios en congresos y universidades tanto en Argentina como fuera de su país. En 2020 fue reconocida en el primer encuentro de Comunicadores de Arquitectura en Iberoamérica (COMA), junto a personalidades como la arquitecta española Ariadna Cantís, la artista brasileña Giselle Beiguelman y la editora salvadoreña/española Ethel Baraona.

## Publicaciones
Moisset tiene publicados numerosos artículos académicos, y gran número de artículos en revistas especializadas como Quaderns d'Arquitectura i Urbanisme de España, Summa+, ARQ Clarín de Argentina, Vitruvius, Brasil, y Plataforma Arquitectura/ArchDaily, entre otras.
Junto a Omar Paris, crearon el estudio i+p [investigación + proyecto] con quien desarrolló iniciativas como la Red Hipótesis de Paisaje, responsable de seminarios workshops internacionales realizados entre 2001 y 2009. Se especializaron en la difusión de arquitectura latinoamericana a partir de la edición de libros y de la publicación 30-60 cuaderno latinoamericano de arquitectura que crearon en 2004. Según el crítico español Josep María Montaner la revista "ha sabido introducir la mirada renovadora de generaciones jóvenes, convirtiéndose en el mejor escaparate de la diversidad de la arquitectura latinoamericana sensible con el contexto".
Ha publicado varios libros, tanto como autora como coautora destacando Fractales y formas arquitectónicas y Togo Díaz, con Gueni Ojeda, en la colección Maestros de la Arquitectura Argentina de ARQ Clarín.
Además edita diversos sitios web relacionados con los temas de sus investigaciones: Fractales y arquitectura, Sembrar en el desierto junto a Ismael Eyras. Es la creadora del sitio Un día | una arquitecta, que cuenta con más de 70 editoras y editores.

## Reconocimientos y premios
Ha sido convocada como Jurado en Bienales de arquitectura como el Concurso de ideas en la Red de la Bienal Iberoamericana de Arquitectura y Urbanismo, Medellín 2010, la Bienal Boliviana de Arquitectura, La Paz 2012, el Premio Hexágono de Oro, Lima, 2014, entre otras. En 2014 fue miembro del comité de selección de obras del envío argentino de la Bienal Iberoamericana de Arquitectura y Urbanismo. Tuvo el rol de Embajadora General en la Bienal Internacional de Arquitectura Argentina de 2016.
Su trabajo estuvo expuesto en la muestra On Stage! durante 2014. La exposición que contaba con trabajos y proyectos de expertos del campo de la planificación de género fue presentada en la Universidad Técnica de Viena, en la Escuela Técnica Superior de Arquitectura de Valencia y en la Universidad de Hannover.
Moisset es la coordinadora del colectivo Un día | una arquitecta, cuyo objetivo es visibilizar la labor de las mujeres en la arquitectura y que ha tenido repercusión en medios especializados y de interés general tanto en Argentina como a nivel internacional. Dentro de este grupo ha organizado encuentros como el de Mujeres y Arquitectura, evento inaugural de Bienal de Buenos Aires que tuvo lugar en el Centro Cultural Recoleta en 2015, el denominado Un día | una arquitecta, en el Museo del Diseño y en el Pabellón de Barcelona y Together? Imageries of Social Actions en la Bienal de Arquitectura de Venecia en 2016.
Su labor de investigación ha sido reconocida por varios galardones, entre ellos: 
- Premio Bernardo Houssay, distinción que otorga la Secretaría de Ciencia, Tecnología e Innovación Productiva de Argentina, al Investigador Joven en la disciplina Arquitectura, 2003.[34]
- Milka Bliznakov Research Prize otorgado por el International Archive of Women in Architecture, con sede en la Universidad de Virginia Tech, 2016.[35]

Por su trabajo en el área de las publicaciones recibió una mención de honor en la XVII Bienal Panamericana de Arquitectura de Quito en 2010 por la colección 30-60 Cuaderno Latinoamericano de Arquitectura.